# Nabeshima Naoshige
Nabeshima Naoshige (鍋島直茂?   1537 - 1619). Daimyō, señor feudal, de la provincia de Hizen durante el período Sengoku, siglo XVI. Hijo de Nabeshima Kiyosada, al principio fue conocido como Nobumasa, e inició su carrera militar en el clan Ryūzōji. Alcanzó a ser uno de los mejores generales bajo el mandato de Ryūzōji Takanobu. En 1570 Naoshige ayudó a Takanobu a defenderse en el castillo de Saga del asedio de 60.000 soldados, provenientes del clan Ōtomo.         A pesar de que Naoshige solo disponía de 5.000 hombres, trazó un plan según el cual atacarían de noche el campamento de los soldados de Ōtomo para vencerlos, operación que finalmente tuvo éxito. Posteriormente, en 1575, realizó un ataque al castillo de Suko, al oeste de Hizen, forzando a su comandante, Hirai Tsuneharu, a suicidarse.
En 1584 Naoshige era la mano derecha de Takanobu hasta que este murió en la batalla de Okitanawate, a manos del clan Shimazu. Tras esto, Naoshige se convirtió en el nuevo Señor de Hizen, y entabló de nuevo una batalla con el clan Shimazu en 1587. A lo largo de todas las contiendas en las que participó, Naoshige fue efectivo y mató cientos de soldados. Fue enviado a las campañas coreanas por Toyotomi Hideyoshi, donde consiguió entablar amistad de Katō Kiyomasa y Tokugawa Ieyasu.
Nabeshima envió a su hijo, Katsushige, a servir a Tokugawa Ieyasu durante la batalla de Sekigahara, y le llamó la atención cuando tuvo intenciones de servir a Ishida Mitsunari en vez de a Ieyasu. Tras la victoria de este, Ieyasu no tocó a los 357.000 koku que producía el clan Nabeshima. Posteriormente se dieron a conocer varias anécdotas de Nabeshima Naoshige debido, en gran parte, a las citas que Yamamoto Tsunetomo, asistente cercano al bisnieto de Naoshige, Mitsushige, escribe en su libro, el Hagakure. Tras la muerte de Naoshige, el clan Nabeshima alcanzaría gran fama.
1. ↑  «Nabeshima clan».

- Datos: Q1039095
- Multimedia: Nabeshima Naoshige / Q1039095